# 康涅狄格號戰艦
康涅狄格號戰艦（舷號BB-18）是一艘隸屬於美國海軍的戰艦，為康涅狄格級戰艦的首艦。她是美軍第四艘以康涅狄格州為名的軍艦。
康涅狄格號在1903年於紐約布魯克林造船廠開始建造，並在1904年下水，最終在1906年服役。稍後康涅狄格號擔任美國大白艦隊（Great White Fleet）旗艦，進行環球航行；又曾支援美國在坦皮科事件後入侵韋拉克魯斯。美國參與第一次世界大戰後，康涅狄格號主要用作訓練艦，並在戰後協助接載美軍從歐洲返國。1923年康涅狄格號退役，並在同年按照華盛頓海軍條約出售拆解。